# Xiaozhuangrui
Xiaozhuangrui, född 1426, död 1468, var en kinesisk kejsarinna, gift med Zhengtong-kejsaren. 

## Biografi
Då kejsaren tillfångatogs år 1449 begärdes en lösensumma, som hon och hennes svärmor samlade ihop: lösensumman blev dock tillbakavisad när kejsarens kidnappare föredrog att behålla honom, vilket gjorde att han av kejsarhovet förklarades avsatt. 
Hon fick då flytta till ett avsides palats, där hon snart fick sällskap av sin son tronföljaren då han avsattes som tronarvinge. Vid kejsarens återkomst blev han dock inte återinsatt utan placerad i husarrest, en arrest som hon delade med honom. När hennes make slutligen återinsattes som kejsare 1457 återfick hon sin ställning som kejsarinna. 
Efter sin makes död år 1464 hamnade hon i konflikt med den nye kejsarens mor, som även hon begärde att få titeln änkekejsarinna med hänvisning till att hon var kejsarens mor: kejsaren gav slutligen båda denna titel. 